# Algoma (condado de Winnebago, Wisconsin)
Algoma es un pueblo ubicado en el condado de Winnebago en el estado estadounidense de Wisconsin. En el Censo de 2010 tenía una población de 6.822 habitantes y una densidad poblacional de 236,27 personas por km².

## Geografía
Algoma se encuentra ubicado en las coordenadas 44°1′24″N 88°37′26″O / 44.02333, -88.62389. Según la Oficina del Censo de los Estados Unidos, Algoma tiene una superficie total de 28.87 km², de la cual 22.69 km² corresponden a tierra firme y (21.42%) 6.18 km² es agua.

## Demografía
Según el censo de 2010, había 6.822 personas residiendo en Algoma. La densidad de población era de 236,27 hab./km². De los 6.822 habitantes, Algoma estaba compuesto por el 95.79% blancos, el 0.25% eran afroamericanos, el 0.07% eran amerindios, el 2.84% eran asiáticos, el 0% eran isleños del Pacífico, el 0.16% eran de otras razas y el 0.88% pertenecían a dos o más razas. Del total de la población el 1.29% eran hispanos o latinos de cualquier raza.